# Fritz-Walter-Medaille
Die Fritz-Walter-Medaille wird seit 2005 vom Deutschen Fußball-Bund in Gold, Silber und Bronze an die Nachwuchsspieler des Jahres verliehen, seit 2009 in Kooperation mit der Fritz-Walter-Stiftung. Mit dieser Auszeichnung werden besondere Leistungen jeweils in den Altersklassen U17 und U19 gewürdigt. Mit der Namensgebung wird an den 2002 verstorbenen Ehrenspielführer der deutschen Nationalmannschaft Fritz Walter erinnert, der, wie DFB-Präsident Gerhard Mayer-Vorfelder anlässlich der Verleihung 2005 sagte, seit dem Gewinn der Weltmeisterschaft 1954 sowohl sportlich als auch menschlich ein Vorbild gewesen sei.
Die Entscheidung über die jeweiligen Preisträger fällt eine Jury, bestehend aus Vertretern des DFB-Präsidiums, des DFB-Jugendausschusses und des DFB-Trainerstabes. Der für die Ausbildung eines geehrten Spielers verantwortliche Verein erhält 20.000 Euro für Gold, 15.000 Euro für Silber und 10.000 Euro für Bronze.
Bis zum Jahr 2020 gab es bei den Juniorinnen je Altersstufe nur eine Preisträgerin, die Ausprägung der Medaille kennzeichnete hierbei lediglich den jeweiligen Jahrgang. Seither werden die Juniorinnen gleich geehrt wie die männlichen Sportler, nämlich jeweils in den Kategorien U17 und U19 in Gold, Silber und Bronze. Bis 2020 gab es bei den männlichen Sportlern auch noch die Kategorie U18.

## Preisträger

### 2005
Erstmals verliehen wurde die Fritz-Walter-Medaille im Vorfeld des Länderspieles Deutschlands gegen China am 12. Oktober 2005 im Hamburger Volksparkstadion.
|        | U19 (* 1986)   | U18 (* 1987)         | U17 (* 1988)     | Juniorinnen            |
| ------ | -------------- | -------------------- | ---------------- | ---------------------- |
| Gold   | Florian Müller | Marc-André Kruska    | Sergej Evljuskin | Anja Mittag            |
| Silber | Manuel Neuer   | Sören Halfar         | Daniel Halfar    | Patricia Hanebeck      |
| Bronze | Eugen Polanski | Kevin-Prince Boateng | Sebastian Tyrała | Célia Okoyino da Mbabi |

### 2006
Die zweite Verleihung der Fritz-Walter-Medaille fand am 16. August 2006 im Rahmen des Länderspieles der deutschen Nationalmannschaft gegen Schweden in der Gelsenkirchener Veltins-Arena statt.
|        | U19 (* 1987)         | U18 (* 1988)       | U17 (* 1989) | Juniorinnen    |
| ------ | -------------------- | ------------------ | ------------ | -------------- |
| Gold   | Kevin-Prince Boateng | Sergej Evljuskin   | Lars Bender  | Anna Blässe    |
| Silber | Robert Fleßers       | Alexander Eberlein | Marko Marin  | Nadine Keßler  |
| Bronze | Daniel Adlung        | José-Alex Ikeng    | Sven Bender  | Stefanie Draws |

### 2007
Die dritte Verleihung der Fritz-Walter-Medaille fand am 12. September 2007 im Rahmen des Länderspieles der deutschen Nationalmannschaft gegen Rumänien im Kölner Rheinenergiestadion statt.
|        | U19 (* 1988)     | U18 (* 1989)             | U17 (* 1990)      | Juniorinnen       |
| ------ | ---------------- | ------------------------ | ----------------- | ----------------- |
| Gold   | Benedikt Höwedes | Marko Marin              | Patrick Funk      | Babett Peter      |
| Silber | Manuel Konrad    | Eric Maxim Choupo-Moting | Konstantin Rausch | Katharina Baunach |
| Bronze | Jérôme Boateng   | Stefan Reinartz          | Nils Teixeira     | Bianca Schmidt    |

### 2008
Die Auszeichnung der Preisträger 2008 fand am Tag des Länderspiels der deutschen Nationalmannschaft gegen Belgien am 20. August 2008 im Nürnberger Easycredit-Stadion statt.
|        | U19 (* 1989)      | U18 (* 1990)        | U17 (* 1991)            | Juniorinnen     |
| ------ | ----------------- | ------------------- | ----------------------- | --------------- |
| Gold   | Dennis Diekmeier  | Toni Kroos          | Manuel Gulde            | Jana Burmeister |
| Silber | Florian Jungwirth | Sebastian Rudy      | Lennart Hartmann        | Kim Kulig       |
| Bronze | Marcel Risse      | Richard Sukuta-Pasu | Shervin Radjabali-Fardi | Valeria Kleiner |

### 2009
Die Auszeichnung der Preisträger 2009 fand am Tag des Länderspiels der deutschen Nationalmannschaft gegen Aserbaidschan am 9. September 2009 in der Hannoverschen AWD-Arena statt.
|        | U19 (* 1990)      | U18 (* 1991)     | U17 (* 1992)          | Juniorinnen        |
| ------ | ----------------- | ---------------- | --------------------- | ------------------ |
| Gold   | Lewis Holtby      | Marco Terrazzino | Mario Götze           | Marina Hegering    |
| Silber | Konstantin Rausch | Sören Bertram    | Reinhold Yabo         | Alexandra Popp     |
| Bronze | André Schürrle    | Felix Kroos      | Marc-André ter Stegen | Dzsenifer Marozsán |

### 2010
Die Auszeichnung der Preisträger 2010 fand am Tag des Länderspiels der deutschen Nationalmannschaft gegen Aserbaidschan am 7. September 2010 im Kölner Rheinenergiestadion statt.
|        | U19 (* 1991)            | U18 (* 1992)        | U17 (* 1993)   | Juniorinnen         |
| ------ | ----------------------- | ------------------- | -------------- | ------------------- |
| Gold   | Peniel Mlapa            | Mario Götze         | Timo Horn      | Svenja Huth         |
| Silber | Stefan Bell             | Reinhold Yabo       | André Hoffmann | Ramona Petzelberger |
| Bronze | Shervin Radjabali-Fardi | Matthias Zimmermann | Kolja Pusch    | Kyra Malinowski     |

### 2011
Die Auszeichnung der Preisträger 2011 fand am Tag des Länderspiels der deutschen Nationalmannschaft gegen Brasilien am 10. August 2011 in der Stuttgarter Mercedes-Benz Arena statt.
|        | U19 (* 1992)          | U18 (* 1993)   | U17 (* 1994)         | Juniorinnen     |
| ------ | --------------------- | -------------- | -------------------- | --------------- |
| Gold   | Marc-André ter Stegen | Julian Draxler | Emre Can             | Johanna Elsig   |
| Silber | Matthias Zimmermann   | Sonny Kittel   | Robin Yalçın         | Luisa Wensing   |
| Bronze | Kevin Volland         | Markus Mendler | Odisseas Vlachodimos | Melanie Leupolz |

### 2012
Die Auszeichnung der Preisträger 2012 fand am Tag des Länderspiels der deutschen Nationalmannschaft gegen die Färöer am 7. September 2012 in der AWD-Arena in Hannover statt.
|        | U19 (* 1993)     | U18 (* 1994)    | U17 (* 1995)  | Juniorinnen  |
| ------ | ---------------- | --------------- | ------------- | ------------ |
| Gold   | Antonio Rüdiger  | Matthias Ginter | Leon Goretzka | Lena Lotzen  |
| Silber | André Hoffmann   | Thomas Pledl    | Max Meyer     | Lina Magull  |
| Bronze | Patrick Rakovsky | Dominik Kohr    | Pascal Itter  | Sara Däbritz |

### 2013
Die Auszeichnung der Preisträger 2013 fand am Tag des Länderspiels der deutschen Nationalmannschaft gegen Paraguay am 14. August 2013 im Fritz-Walter-Stadion in Kaiserslautern statt.
|        | U19 (* 1994)     | U18 (* 1995)   | U17 (* 1996)  | Juniorinnen     |
| ------ | ---------------- | -------------- | ------------- | --------------- |
| Gold   | Matthias Ginter  | Kevin Akpoguma | Timo Werner   | Melanie Leupolz |
| Silber | Yannick Gerhardt | Joshua Kimmich | Julian Brandt | Sara Däbritz    |
| Bronze | Dominik Kohr     | Anthony Syhre  | Donis Avdijaj | Franziska Jaser |

### 2014
Die Auszeichnung der Preisträger fand am 7. September 2014 in Essen statt.
|        | U19 (* 1995)   | U18 (* 1996)     | U17 (* 1997)    | Juniorinnen    |
| ------ | -------------- | ---------------- | --------------- | -------------- |
| Gold   | Niklas Stark   | Julian Brandt    | Benedikt Gimber | Sara Däbritz   |
| Silber | Max Meyer      | Levin Öztunali   | Damir Bektić    | Pauline Bremer |
| Bronze | Joshua Kimmich | Jonas Föhrenbach | Timo Königsmann | Jasmin Sehan   |

### 2015
Die Auszeichnung der Preisträger fand am 4. September 2015 in Frankfurt am Main statt.
|        | U19 (* 1996)      | U17 (* 1998)        | Juniorinnen    |
| ------ | ----------------- | ------------------- | -------------- |
| Gold   | Jonathan Tah      | Felix Passlack      | Pauline Bremer |
| Silber | Timo Werner       | Niklas Dorsch       | Nina Ehegötz   |
| Bronze | Lukas Klostermann | Constantin Frommann | Laura Freigang |

### 2016
Die Auszeichnung der Preisträger fand am 31. August 2016 in Mönchengladbach statt.
|        | U19 (* 1997)           | U17 (* 1999) | Juniorinnen    |
| ------ | ---------------------- | ------------ | -------------- |
| Gold   | Benjamin Henrichs      | Luca Itter   | Nina Ehegötz   |
| Silber | Philipp Ochs           | Kai Havertz  | Anna Gerhardt  |
| Bronze | Maximilian Mittelstädt | Arne Maier   | Tanja Pawollek |

### 2017
Die Auszeichnung der Preisträger fand am 4. September 2017 in Stuttgart im Rahmen des WM-Qualifikationsspiels der deutschen Nationalmannschaft gegen Norwegen statt.
|        | U19 (* 1998) | U17 (* 2000)     | Juniorinnen       |
| ------ | ------------ | ---------------- | ----------------- |
| Gold   | Salih Özcan  | Fiete Arp        | Jana Feldkamp     |
| Silber | Aymen Barkok | Jean-Manuel Mbom | Janina Minge      |
| Bronze | Gökhan Gül   | Lars Lukas Mai   | Sophia Kleinherne |

### 2018
Die Auszeichnung der Preisträger fand am 9. September 2018 in Sinsheim im Rahmen des Länderspiels der deutschen Nationalmannschaft gegen Peru statt.
|        | U19 (* 1999)       | U17 (* 2001)         | Juniorinnen       |
| ------ | ------------------ | -------------------- | ----------------- |
| Gold   | Kai Havertz        | Noah Katterbach      | Tanja Pawollek    |
| Silber | Arne Maier         | Oliver Batista-Meier | Sophia Kleinherne |
| Bronze | Manuel Wintzheimer | Luca Unbehaun        | Lena Oberdorf     |

### 2019
Die Auszeichnung der Preisträger fand am 6. September 2019 in Hamburg im Rahmen des Länderspiels der deutschen Nationalmannschaft gegen die Niederlande statt.
|        | U19 (* 2000)       | U17 (* 2002)    | Juniorinnen   |
| ------ | ------------------ | --------------- | ------------- |
| Gold   | Nicolas Kühn       | Karim Adeyemi   | Klara Bühl    |
| Silber | Josha Vagnoman     | Jordan Meyer    | Lena Oberdorf |
| Bronze | Yann Aurel Bisseck | Lazar Samardžić | Gia Corley    |

### 2020
Die Preisträger 2020 wurden am 18. August 2020 bekannt gegeben.
|        | U19 (* 2001)    | U17 (* 2003)  | Juniorinnen     |
| ------ | --------------- | ------------- | --------------- |
| Gold   | Noah Katterbach | Florian Wirtz | Lena Oberdorf   |
| Silber | Kevin Ehlers    | Torben Rhein  | Gia Corley      |
| Bronze | Frederik Jäkel  | Luca Netz     | Carlotta Wamser |

### 2021 und 2022
Da die Saison 2020/21 aufgrund der COVID-19-Pandemie im Nachwuchsbereich ab November 2020 abgebrochen worden war, wurden 2021 keine Fritz-Walter-Medaillen verliehen.
Im Zuge einer „Equal-Play-Reform“ entschied sich der DFB, die Fritz-Walter-Medaille ab 2022 gleichwertig an Nachwuchsspielerinnen und Nachwuchsspieler der Altersklassen U19 und U17 zu vergeben. Dieses Prinzip wurde ebenfalls auf die Verleihung 2021 angewendet, die gemeinsam mit der Verleihung 2022 nachgeholt wurde.
|        | Männlich U19 (* 2002) | Männlich U17 (* 2004) | Weiblich U19 (* 2002) | Weiblich U17 (* 2004) |
| ------ | --------------------- | --------------------- | --------------------- | --------------------- |
| Gold   | Karim Adeyemi         | Youssoufa Moukoko     | Jule Brand            | Clara Fröhlich        |
| Silber | Ansgar Knauff         | Linus Gechter         | Julia Kassen          | Vanessa Diehm         |
| Bronze | Noah Atubolu          | Anton Kade            | Sophie Weidauer       | Cora Zicai            |

|        | Männlich U19 (* 2003) | Männlich U17 (* 2005) | Weiblich U19 (* 2003)   | Weiblich U17 (* 2005) |
| ------ | --------------------- | --------------------- | ----------------------- | --------------------- |
| Gold   | Florian Wirtz         | Nelson Weiper         | Lisanne Gräwe           | Jella Veit            |
| Silber | Luca Netz             | Laurin Ulrich         | Carlotta Wamser         | Mara Alber            |
| Bronze | Robert Wagner         | Tarek Buchmann        | Sarah Mattner-Trembleau | Mathilde Janzen       |

### 2023
Die Preisträger 2023 wurden am 30. August 2023, die Preisträgerinnen am 8. September 2023 bekannt gegeben.
|        | Männlich U19 (* 2004) | Männlich U17 (* 2006) | Weiblich U19 (* 2004) | Weiblich U17 (* 2006) |
| ------ | --------------------- | --------------------- | --------------------- | --------------------- |
| Gold   | Youssoufa Moukoko     | Paris Brunner         | Franziska Kett        | Alara Şehitler        |
| Silber | Brajan Gruda          | Noah Darvich          | Vanessa Diehm         | Emily Wallrabenstein  |
| Bronze | Umut Tohumcu          | Assan Ouédraogo       | Dilara Açıkgöz        | Melina Krüger         |

### 2024
Die Preisträger 2024 wurden am 18. Oktober 2024 bekannt gegeben.
|        | Männlich U19 (* 2005) | Männlich U17 (* 2007) | Weiblich U19 (* 2005) | Weiblich U17 (* 2007) |
| ------ | --------------------- | --------------------- | --------------------- | --------------------- |
| Gold   | Tom Bischof           | Francis Onyeka        | Loreen Bender         | Merle Hokamp          |
| Silber | Dženan Pejčinović     | Kilian Sauck          | Rebecca Adamczyk      | Greta Hünten          |
| Bronze | Elias Baum            | Boris Lum             | Jella Veit            | Laila Portella        |